# 宋熙郡
宋熙郡，南朝劉宋所設置的郡。
設置年代當在《宋書·州郡志》斷代年份大明八年（464年）以前。據《宋書》所記，隸屬梁州，治所在興樂縣（今四川省旺蒼縣西嘉川鎮），下轄興樂縣、歸安縣、宋安縣、元壽縣、嘉昌縣5縣，疑似隨郡新置。蕭齊時，仍隸屬梁州，治興平（今四川省旺蒼縣西嘉川鎮），下轄興平縣（舊稱興樂縣）、宋安縣、陽安縣（舊稱歸安縣）、元壽縣4縣，嘉昌縣於永元元年（499年）以前廢。南朝梁天監年間，入北魏，屬西益州。梁大同年間復其地，隸黎州。西魏廢帝二年（553年）宋熙郡隸利州，領嘉川縣（舊稱興樂，554年改名）、元壽縣（原廢，西魏、北周時復置）、岐坪縣（舊稱宋安，556年改名）。隋朝開皇三年（583）廢宋熙郡。